# Hurtsboro
Hurtsboro is een plaats (town) in de Amerikaanse staat Alabama, en valt bestuurlijk gezien onder Russell County.

## Demografie
Bij de volkstelling in 2000 werd het aantal inwoners vastgesteld op 592.
In 2006 is het aantal inwoners door het United States Census Bureau geschat op 560, een daling van 32 (-5,4%).

## Geografie
Volgens het United States Census Bureau beslaat de plaats een oppervlakte van
2,7 km², geheel bestaande uit land. Hurtsboro ligt op ongeveer 107 m boven zeeniveau.

## Plaatsen in de nabije omgeving
De onderstaande figuur toont de plaatsen in een straal van 48 km rond Hurtsboro.